# Các bài toán thiên niên kỷ
Các bài toán thiên niên kỷ (tiếng Anh: Millennium Prize Problems) là bảy bài toán nổi tiếng và phức tạp được lựa chọn bởi Viện Toán học Clay vào ngày 24 tháng 5 năm 2000, bao gồm giả thuyết Birch và Swinnerton-Dyer, giả thuyết Hodge, bài toán Navier-Stokes, bài toán P so với NP, giả thuyết Poincaré, giả thuyết Riemann và bài toán Yang-Mills. Viện treo thưởng một triệu đô cho lời giải chính xác đầu tiên ứng với mỗi bài toán. 
Tính tới nay, chỉ có duy nhất một bài toán trong danh sách đã được giải quyết, đó là giả thuyết Poincaré, được chứng minh bởi nhà toán học người Nga Grigori Yakovlevich Perelman vào năm 2010. Tuy nhiên ông đã khước từ giải thưởng vì viện Clay từ chối trao giải cho Richard Streit Hamilton, người đã đặt nền móng cho chứng minh của Perelman. 

## Những bài toán đã được giải

### Giả thuyết Poincaré
Trong không gian 2 chiều, mặt cầu là mặt phẳng đóng và đơn liên duy nhất. Giả thuyết Poincaré nói rằng điều này cũng đúng trong không gian 3 chiều. Đây là bài toán trọng điểm để giải quyết vấn đề tổng quát hơn trong việc phân loại mọi đa tạp 3 chiều. Giả thuyết được phát biểu chặt chẽ hơn như sau: 
Mọi đa tạp 3 chiều đóng đơn liên thì đồng phôi với mặt cầu 3 chiều.

Chứng minh cho giả thuyết này được đưa ra bởi Grigori Perelman. Lời giải của ông dựa trên lý thuyết dòng Ricci của Richard Hamilton. Tuy nhiên, lời giải này chủ yếu nhờ vào sự cải tiến độc đáo của Perelman. Đồng thời bằng các công trình của Perelman xoay quanh việc phát triển lý thuyết dòng Ricci cũng giúp ông hoàn tất chứng minh giả thuyết hình học hóa của William Thurston (một dạng mạnh hơn giả thuyết Poincaré).
Lời giải được công nhận vào tháng 8 năm 2006 và Perelman chính thức được trao giải bài toán thiên niên kỷ vào ngày 18 tháng 3 năm 2010. Nhưng ông đã từ chối nhận thưởng và mọi số tiền liên quan đến giải thưởng đó. Theo như The Interfax đưa tin, Perelman cho rằng giải thưởng không hề công bằng vì những đóng góp của ông cũng chẳng hơn gì so với đóng góp của Hamilton.

## Những bài toán chưa có lời giải

### Giả thuyết Birch và Swinnerton
Giả thuyết Birch và Swinnerton-Dyer quan tâm đến nghiệm của phương trình đường cong elliptic trên trường số hữu tỉ. Giả thuyết nói rằng có một cách đơn giản để xác định xem phương trình đó có hữu hạn hay vô hạn nghiệm hữu tỉ. Bài toán thứ mười của Hilbert quan tâm đến những loại phương trình tổng quát hơn, và trong trường hợp tổng quát đó thì người ta thậm chí đã chứng minh được rằng không có bất kì cách nào để xác định xem phương trình được cho có nghiệm hay không.
Andrew Wiles là người đã đưa ra mệnh đề chính thức cho bài toán.

### Giả thuyết Hodge
Giả thuyết Hodge là một giả thuyết lớn trong hình học đại số và hình học phức. Giả thuyết phát biểu rằng
Cho {\displaystyle X} là đa tạp xạ ảnh phức không suy biến. Khi đó mọi lớp Hodge trên {\displaystyle X} là tổ hợp tuyến tính với hệ số hữu tỉ của các lớp đối đồng điều của các đa tạp con.

trong đó ta định nghĩa
{\displaystyle \operatorname {Hdg} ^{k}(X)=H^{2k}(X,\mathbb {Q} )\cap H^{k,k}(X)}
là nhóm các lớp Hodge bậc {\displaystyle 2k} trên {\displaystyle X}.
Phát biểu chính thức cho bài toán này được đưa ra bởi Pierre Deligne.

### Bài toán Navier-Stokes
{\displaystyle \overbrace {\underbrace {\frac {\partial \mathbf {u} }{\partial t}} _{\begin{smallmatrix}{\text{Gia tốc}}\\{\text{tức thời}}\end{smallmatrix}}+\underbrace {(\mathbf {u} \cdot \nabla )\mathbf {u} } _{\begin{smallmatrix}{\text{Gia tốc}}\\{\text{đối lưu}}\end{smallmatrix}}} ^{\text{Quán tính}}-\underbrace {\nu \,\nabla ^{2}\mathbf {u} } _{\text{Ma sát}}=\underbrace {-\nabla w} _{\begin{smallmatrix}{\text{Nội lực}}\end{smallmatrix}}+\underbrace {\mathbf {g} } _{\begin{smallmatrix}{\text{Ngoại lực}}\end{smallmatrix}}.}
Phương trình Navier-Stokes là phương trình giúp ta mô tả chuyển động của chất lưu, là một trong những công cụ trụ cột trong cơ học chất lưu, có ảnh hưởng rất lớn đến với khoa học kỹ thuật trong thực tiễn. Tuy nhiên về mặt lý thuyết thì những hiểu biết của ta đối với nghiệm của phương trình này là chưa hoàn thiện. Cụ thể, đặt phương trình trong không gian 3 chiều và cho hệ một số điều kiện ban đầu, các nhà toán học đến nay vẫn chưa chứng minh được liệu hệ có luôn tồn tại nghiệm trơn hay không.
Phát biểu chính thức cho bài toán được đặt ra bởi Charles Fefferman.

### P so với NP

Biểu đồ Euler cho lớp các bài toán P, NP, NP-complete và NP-hard.

Câu hỏi được đặt ra rằng liệu đúng hay không, bất kì bài toán nào mà lời giải có thể kiểm chứng được nhanh chóng (tức trong thời gian đa thức) thì cũng có thể giải một cách nhanh chóng. Lớp các bài toán ở vế đầu và vế sau được đặt lần lượt là NP và P, nên ta có thể phát biểu bài toán một cách ngắn gọn hơn đó là liệu có phải mọi bài toán thuộc lớp NP cũng đều thuộc lớp P không. Đây được coi là một trong những câu hỏi mở quan trọng nhất trong toán học và khoa học máy tính vì nó ảnh hưởng trực tiếp đến nhiều vấn đề trong các lĩnh vực khác như triết học và mật mã. Bài toán SAT là một ví dụ điển hình cho bài toán thuộc lớp NP nhưng vẫn chưa biết liệu nó có thuộc lớp P hay không.
Hầu hết các nhà toán học và nhà khoa học máy tính tin rằng P ≠ NP. Tuy nhiên điều này vẫn chưa được chứng minh.
Stephen Cook là người đã đưa ra mệnh đề chính thức cho bài toán này.

### Giả thuyết Riemann

Phần thực (màu đỏ) và phần ảo (màu xanh) của hàm zeta Riemann kèm với đường tới hạn Re(s) = 1/2. Nghiệm không tầm thường đầu tiên zeros có thể thấy tại điểm Im(s) = ±14.135, ±21.022 và ±25.011.

Hàm zeta Riemann {\displaystyle \zeta (s)} được định nghĩa là thác triển giải tích của hàm
{\displaystyle \zeta (s)=\sum _{n=1}^{\infty }n^{-s}={\frac {1}{1^{s}}}+{\frac {1}{2^{s}}}+{\frac {1}{3^{s}}}+\cdots }
có nghiệm tại các số nguyên âm chẵn, nói cách khác thì {\displaystyle \zeta (s)=0} khi {\displaystyle s=-2,-4,-6,...} Những nghiệm này được gọi là nghiệm tầm thường. Tuy nhiên đấy không phải là toàn bộ nghiệm của hàm zeta, những nghiệm khác được gọi là nghiệm không tầm thường. Giả thuyết Riemann quan tâm đến vị trí của những nghiệm không tầm thường này, cụ thể giả thuyết nói rằng:
Mọi nghiệm không tầm thường của hàm zeta Riemann đều có phần thực là 1/2.

Bất kì chứng minh nào về tính đúng sai của giả thuyết cũng đều sẽ ảnh hưởng sâu sắc đến lý thuyết số, đặc biệt là về sự phân phối của số nguyên tố. Đây là bài toán thứ tám của Hilbert, và đến nay nó vẫn được coi là bài toán mở quan trọng nhất của thế kỷ.
Enrico Bombieri là người đã đưa ra mệnh đề chính thức cho bài toán này.

### Bài toán Yang-Mills
Bài toán Yang-Mills là một trong những bài toán quan trọng nhất của vật lý lý thuyết hiện đại, được đặt ra bởi nhà vật lý học Chen Ning Yang và Robert Mills vào năm 1954. Bài toán này liên quan đến mô tả các tương tác giữa các hạt cơ bản thông qua trường Yang-Mills.
Trong lý thuyết Yang-Mills, trường được xác định bởi một ma trận trường, thường được gọi là trường gauge. Bài toán Yang-Mills là bài toán tìm trường gauge để giải quyết các phương trình Yang-Mills, đó là các phương trình đặc biệt trong vật lý lý thuyết về tương tác giữa các hạt cơ bản.
Bài toán Yang-Mills rất khó, và hiện tại chưa có phương pháp giải quyết chính xác toàn bộ bài toán này. Tuy nhiên, các nhà toán học và vật lý học đã đưa ra nhiều kết quả quan trọng trong việc giải quyết các trường hợp đặc biệt của bài toán Yang-Mills, qua đó giúp cho việc hiểu rõ hơn về tính chất của tương tác giữa các hạt cơ bản trong vật lý lý thuyết.